# Прапор Заворичів
Прапор Заворичів — один з офіційних символів села Заворичі, Броварського району Київської області.

## Історія
Розроблені районною комісією символи затвердила ІІІ сесія Заворицької сільської ради 3-го (ХХІІІ) скликання рішенням від 27 жовтня 1998 року. Після зауважень і рекомендацій Українського геральдичного товариства проекти у робочому порядку доопрацював М. Юхта.

## Опис
Квадратне полотнище, на синьому тлі жовта голова тура, з нижнього краю йде біла смуга (завширшки в 1/5 сторони прапора) у три ряди цегляної кладки, відділена зубчастим січенням.

## Зміст
Прапор побудований на основі символіки герба поселення. Тур уособлює силу та хоробрість. Мурована стіна вказує на стратегічне значення заворицьких укріплень у давні часи.
Квадратна форма полотнища відповідає усталеним вимогам для муніципальних прапорів (прапорів міст, селищ і сіл).